# Абдулла Баба Фатаді
Абдулла Баба Фатаді (Бабатунде Фатаі) (нар. 2 листопада 1985, Лагос, Нігерія) — бахрейнський футболіст нігерійського походження, півзахисник клубу «Аль-Хідда».

## Клубна кар'єра
Народився в нігерійському місті Лагос. У юному віці переїхав до Бахрейну, де розпочав дорослу футбольну кар'єру в клубі «Аль-Наджма». У 2002 році у футболці вище вказаного клубу дебютував у Прем'єр-лізі Бахрейну. В «Аль-Наджма» виступав протягом двох сезонів. У 2004 році став гравцем «Аль-Аглі» (Манама), де грав протягом двох сезонів. Влітку 2006 року перейшов в «Аль-Мухаррак». У 2007 та 2008 роках разом з вище вказаним клубом вигравав чемпіонат Бахрейну. Разом з «Аль-Мухарраком» 2008 року також вигравав Кубок Бахрейну, Кубок наслідного принца Бахрейну та Кубок АФК.
Влітку 2008 року перейшов до катарського клубу «Аль-Харітіят». Після року виступів у Лізі зірок Катару перейшов у швейцарський «Ксамакс». 18 липня 2009 року дебютував у Суперлізі в переможному (3:0) домашньому поєдинку проти «Цюриха». У 2010 році підсилив «Аль-Іттіхад» (Кальба), а потім — «Аль-Кадісію». У 2011 році грав за кувейтський «Аль-Джахра», а в 2012 році перебрався до саудівського «Аш-Шола». З 2013 року захищає кольори бахрейнського клубу «Аль-Хідд».
| Сезон   | Клуб                      | Країна            | Змагання                     | Матчі | Голи |
| ------- | ------------------------- | ----------------- | ---------------------------- | ----- | ---- |
| 2002/03 | «Аль-Наджма»              | Бахрейн           | Прем'єр-ліга Бахрейну        | 11    | 3    |
| 2003/04 | «Аль-Наджма»              | Бахрейн           | Прем'єр-ліга Бахрейну        | 20    | 10   |
| 2004/05 | «Аль-Аглі» (Манама)       | Бахрейн           | Прем'єр-ліга Бахрейну        | 16    | 7    |
| 2005/06 | «Аль-Аглі» (Манама)       | Бахрейн           | Прем'єр-ліга Бахрейну        | 12    | 5    |
| 2006/07 | «Аль-Мухаррак»            | Бахрейн           | Прем'єр-ліга Бахрейну        | 16    | 5    |
| 2007/08 | «Аль-Мухаррак»            | Бахрейн           | Прем'єр-ліга Бахрейну        | 14    | 9    |
| 2008/09 | «Аль-Харітіят»            | Катар             | Ліга зірок Катару            | 23    | 2    |
| 2009/10 | «Ксамакс»                 | Швейцарія         | Суперліга                    | 17    | 1    |
| 2010/11 | «Аль-Іттіхад» (Кальба)    | ОАЕ               | Чемпіонат ОАЕ                | 10    | 0    |
| 2010/11 | «Аль-Кадісія» (Ель-Хубар) | Саудівська Аравія | Чемпіонат Саудівської Аравії | 10    | 1    |
| 2011/12 | «Аль-Кадісія» (Ель-Хубар) | Саудівська Аравія | Чемпіонат Саудівської Аравії |       |      |

## Кар'єра в збірній
Виступав за юнацьку збірну Нігерії (U-17) на юнацькому чемпіонаті світу (U-17) з футболу. У 2004 році переїхав до Бахрейну, де згодом отримав громадянство країни. Виступав за олімпійську збірну Бахрейну. З 2007 року захищає кольори національної збірної Бахрейну. Того ж року його викликав тренер Мілан Мачала до складу збірної на Кубок Азії 2007 року. У кваліфікаційних матчах до чемпіонату світу в ПАР відзначився 2 голами: проти Малайзії (4:1) та проти Катару (1:1).

### Голи за національну команду
| # | Дата              | Місце            | Суперник | Рахунок | Результат | Змагання                           |
| - | ----------------- | ---------------- | -------- | ------- | --------- | ---------------------------------- |
|   | 21 жовтня 2007    | Манама, Бахрейн  | Малайзія | 4–1     | Перемога  | кваліфікація чемпіонату світу 2010 |
|   | 16 січня 2007     | Манама, Бахрейн  | Кувейт   | 1–0     | Перемога  | Товариський матч                   |
|   | 26 січня 2008     | Манама, Бахрейн  | Ємен     | 2–1     | Перемога  | Товариський матч                   |
|   | 10 вересня 2008   | Доха, Катар      | Катар    | 1–1     | Нічия     | кваліфікація чемпіонату світу 2010 |
|   | 21 січня 2009     | Гонконг, Гонконг | Гонконг  | 3–1     | Перемога  | Кваліфікація кубку Азії 2011       |
|   | 23 березня 2009   | Манама, Бахрейн  | Зімбабве | 5–2     | Перемога  | Товариський матч                   |
|   | 18 листопада 2009 | Манама, Бахрейн  | Ємен     | 4–0     | Перемога  | Кваліфікація кубку Азії 2011       |
|   | 29 листопада 2011 | Аден, Ємен       | ОАЕ      | 1–3     | Поразка   | Кубок націй Перської затоки 2010   |